# Pegomya nigrispiraculi
Pegomya nigrispiraculi este o specie de muște din genul Pegomya, familia Anthomyiidae, descrisă de Fan în anul 1993.
Este endemică în Yunnan. Conform Catalogue of Life specia Pegomya nigrispiraculi nu are subspecii cunoscute.